# Jackson Galaxy
Jackson Galaxy ((Upper West Side, Nova York, 28 de abril de 1966)), cujo nome de batismo é Richard Kirschner, é um especialista em comportamento felino estadunidense, conhecido por ser o protagonista do programa (Meu gato endiabrado), lançado pelo canal Animal Planet, em 2011.
Além do Meu gato endiabrado, Jackson já fez participação nos programas Think Like a Cat e Cats 101.

## Livros
- 2012 - Cat Daddy: What the World’s Most Incorrigible Cat Taught Me About Life, Love, and Coming Clean
- 2014 - Catification: Designing a Happy & Stylish Home for Your Cat (and You!) (co-autoria com Kate Benjamin) - #1 on the New York Times Animal Bestseller list[3]
- 2015 -  Catify to Satisfy: Simple Solutions for Creating a Cat-Friendly Home (co-autoria com Kate Benjamin)

## Prêmios e Indicações
| Ano  | Prêmio                                                | Trabalho                  | Resultado | Ref.  |
| ---- | ----------------------------------------------------- | ------------------------- | --------- | ----- |
| 2014 | Industry Recognition Award from Pet Business Magazine | Jackson Galaxy Collection | Venceu    |       |
| 2014 | Editor`s Choice Award from Cat Fancy                  | Jackson Galaxy Collection | Venceu    |       |
| 2015 | Humane Award from the Helen Woodward Animal           |                           | Venceu    | [ 3 ] |